# نقابة اللجان العمالية
اللجان العمالية (بالإسبانية: Comisiones Obreras CC.OO كوميسيونيس أوبريراس) هي كنفدرالية نقابية إسبانية، و هي مستقلة عن أي هيأة سياسية، رغم ارتباط تأسيسها بالحزب الشيوعي الإسباني. هي أكبر مركزية نقابية إسبانية، على مستويي الأعضاء و المنتدبين النقابيين، الذين تجاوز عددهم 119 ألفا في 2011.

حسب قوانينها الأساسية، تعرف اللجان العمالية نفسها :
"كنقابة مناضلة و طبقية و وحدوية و ديمقراطية و مستقلة و تشاركية و للرجال و النساء و اجتماعية سياسية و دولية متعددة الأعراق و الثقافات. تهدف إلى إلغاء المجتمع الرأسمالي و بناء مجتمع اشتراكي ديمقراطي".
بمبادرة من الحزب الشيوعي الإسباني، و خلال سنوات الستينات، تشكلت لجان عمالية، عبر مجموع التراب الإسباني و عبر قطاعات اقتصادية مختلفة، تمكنت من اختراق النقابات العمودية، التي كانت تحت وصاية النظام الفرانكوي. رغم عدم قانونيتها، تمكنت اللجان العمالية من اكتساح الانتخابات النقابية لسنة 1966، و عقدت أول اجتماع وطني لها في 1967.

في 1976، و مع بداية التحول الديمقراطي الإسباني، ستعقد اللجان العمالية مؤتمرها التأسيسي لتشكيل مركزيتها النقابية. لن يتم الترخيص الرسمي لها إلا في 27 أبريل 1977، مباشرة بعد اغتيال مجموعة من أعضائها، من طرف إرهابيين يمينيين، في مجزرة آطوتشا، بمدريد.

تحتل النقابة المرتبة الأولى، بين المركزيات النقابية، منذ أول انتخابات نقابية، تنظم في إسبانيا الديمقراطية في 1978. يتجاوز أعضاء نقابة اللجان العمالية المليون عضو (2010)(في 8 أكتوبر 2010)، و تقتسم المشهد النقابي الإسباني مع الاتحاد العام للعمال (UGT)، المقرب من الحزب العمالي الاشتراكي والكنفدرالية العامة للعمل، اللاسلطوية المذهب.